# Follie di Hollywood (film)
Follie di Hollywood (The Goldwyn Follies) è un film musicale del 1938 diretto da George Marshall.

## Trama
Un impresario cinematografico si innamora di una ragazza semplice e la promuove a "Miss Humanity" dando ascolto ai suoi saggi giudizi da spettatore comune sulle pellicole che realizza. 

## Produzione
Con l'avvento del Technicolor, il magnate Samuel Goldwyn decise di creare un equivalente cinematografico della rivista musicale che tutti gli anni Florenz Ziegfeld produceva a Broadway. Avendo sotto contratto una miriade di artisti, poté mettere insieme per questo film un sontuoso cast e volle intitolarlo pomposamente The Goldwyn Follies. Si rivolse al celebre coreografo George Balanchine per i balletti e a Irving Berlin per le musiche ma, poiché quest'ultimo non era disponibile, fu costretto a ingaggiare i fratelli George e Ira Gershwin manifestando tuttavia il proprio disappunto poiché riteneva che i Gershwin non fossero in grado di scrivere canzoni memorabili. Fatto sta che, mentre il film risultò uno dei più clamorosi fiaschi dell'epoca, alcuni dei brani musicali sono stati ripresi in seguito e sono infine divenuti degli standard. George Gershwin non vide comunque il risultato del suo lavoro, dato che morì sette mesi prima dell'uscita del film.

## Accoglienza
Il film debuttò nelle sale statunitensi il 20 febbraio 1938. Costato circa 2 milioni di dollari, cifra iperbolica per l'epoca, non riuscì con gli incassi a recuperare l'investimento. Follie di Hollywood è stato inserito nella lista dei 50 peggiori film di sempre in The Fifty Worst Films of All Time di Harry Medved.

## Brani musicali
- Love Is Here to Stay
- I Was Doing All Right
- Spring Again
- Love Walked In
- I Love to Rhyme
- Where's The Gosh-Darn Cat?